# مالين غوستافسون
مالين غوستافسون هي لاعبة كرة قدم سويدية، ولدت في 24 يناير 1980. شاركت مع منتخب السويد لكرة القدم للسيدات.

## روابط خارجية
- مالين غوستافسون على موقع الاتحاد الدولي (مؤرشف)  (الإنجليزية)
- مالين غوستافسون على موقع اتحاد السويد (السويدية)
- مالين غوستافسون على موقع قاعدة بيانات كرة القدم.إي يو (الإنجليزية)
- مالين غوستافسون على موقع Soccerway.com (الإنجليزية)
- مالين غوستافسون على موقع EliteProspects.com (الإنجليزية)
- مالين غوستافسون على موقع اللجنة الأولمبية الدولية (الإنجليزية)
- مالين غوستافسون على موقع أوليمبيديا (الإنجليزية)
- مالين غوستافسون على موقع اللجنة الأولمبية السويدية (السويدية)